# Saint-Pierre-la-Palud
Saint-Pierre-la-Palud è un comune francese di 2 445 abitanti situato nel dipartimento del Rodano della regione Alvernia-Rodano-Alpi.

## Società

### Evoluzione demografica
Abitanti censiti